# Аль-Джамахирия (телеканал)
«Аль-Джамахирия» (араб. القناة العامة الليبية‎) — государственный телеканал Ливии, который находился под контролем режима Муаммара Каддафи, но теперь он является независимым каналом. Он принадлежал Вещательной Корпорации Ливийской Джамахирии, в которой размещались государственные телеканалы и радиостанции.

## При Каддафи
При Каддафи канал освещал политическую и официальную деятельность правительства Ливии, проводил прямую трансляцию заседаний Народного Собрания, транслировал выступления «руководства революции» и чтения «Зеленой книги», написанной ливийским лидером и который опубликованной в 1975 году. Канал начинал вещание утром и заканчивал вещание вечером стихами из Корана и Гимном, прежде чем уступить место трансляции национального радио. В 1997 году начал трансляцию через спутники Arabsat и Hot Bird в арабский мир и Европу. Во время гражданской войны в стране канал транслировал пропаганду в пользу режима Каддафи, прямые трансляции его сторонников и выступления ливийского лидера, последний из которых транслировался на канале 20 августа 2011 года.
22 августа 2011 года станция была взята повстанцами Национального переходного совета Ливии, которые вошли в Триполи. После нескольких неудачных попыток сторонников старого режима вернуть его после войны, канал был перезапущен в 2014 году и теперь транслируется через Nilesat.

## Сейчас
Контент канала состоит из музыкальных клипов, снятых на Youtube в честь Муаммара Каддафи и Джамахирии, политических аналитиков Ливии, текущих новостей, документальных фильмов о режиме Каддафи и чтений Корана.